# Limnophyes natalensis
Limnophyes natalensis är en tvåvingeart som först beskrevs av Jean-Jacques Kieffer 1914.  Limnophyes natalensis ingår i släktet Limnophyes och familjen fjädermyggor. Arten är reproducerande i Sverige. Inga underarter finns listade i Catalogue of Life.